# Michelle Heimberg
Michelle Luisa Heimberg (Wettingen, 2 de junio de 2000) es una deportista suiza que compite en saltos de trampolín.
En los Juegos Europeos de Cracovia 2023 consiguió dos medallas, oro en trampolín 1 m y bronce en trampolín 3 m. Ganó seis medallas en el Campeonato Europeo de Natación entre los años 2017 y 2025.

## Palmarés internacional
| Juegos Europeos    | Juegos Europeos    | Juegos Europeos   | Juegos Europeos            |
| Año                | Lugar              | Medalla           | Prueba                     |
| ------------------ | ------------------ | ----------------- | -------------------------- |
| 2023               | Rzeszów (Polonia)  | Medalla de oro    | Trampolín 1 m              |
| 2023               | Rzeszów (Polonia)  | Medalla de bronce | Trampolín 3 m              |
| Campeonato Europeo |                    |                   |                            |
| Año                | Lugar              | Medalla           | Prueba                     |
| 2017               | Kiev (Ucrania)     | Medalla de plata  | Trampolín 3 m              |
| 2019               | Kiev (Ucrania)     | Medalla de bronce | Trampolín 3 m sincro mixto |
| 2021               | Budapest (Hungría) | Medalla de plata  | Trampolín 1 m              |
| 2022               | Roma (Italia)      | Medalla de plata  | Trampolín 3 m              |
| 2025               | Antalya (Turquía)  | Medalla de oro    | Trampolín 3 m              |
| 2025               | Antalya (Turquía)  | Medalla de bronce | Trampolín 1 m              |